# Mission impossible en Somalie
Mission impossible en Somalie est le 47e roman de la série SAS, écrit par Gérard de Villiers et publié au 3e trimestre 1977 dans la collection Plon (Presses de la Cité). Comme tous les SAS parus au cours des années 1970, le roman a été édité lors de sa publication en France à 100 000 exemplaires.
L'action se déroule courant en Somalie courant juin 1977.

## Personnages principaux

### Américains et alliés
- Malko Linge : héros du roman.
- Émilio Cerutti : agent de la CIA.
- Irving Nelson : chef de l'agence locale de la CIA en Somalie.
- Bruce Reynolds : ambassadeur américain en Somalie.

### Autres personnages
- Moussa
- Helmut Lambrecht
- Fuschia
- Abdi
- Hawo
- Ali « le saint »
- Abshir Gadweyne

## Résumé
Le roman commence par la découverte, sur une plage en Somalie, des restes d'un homme mort depuis plusieurs jours : Émilio Cerutti (on apprendra en fin de roman qu'il était un agent de la CIA). Quelques jours après, à Mogadiscio, l'ambassadeur américain Bruce Reynolds, son épouse et leurs quatre enfants sont enlevés en pleine rue par un commando. L'enlèvement est revendiqué par le Front de libération de la Côte des Somalis (FLCS), une organisation proche du gouvernement de Syad Barré, lequel est ami du Bloc de l'Est. En guise de rançon, le FLCS exige la fermeture immédiate de l'ambassade des États-Unis, faute de quoi les otages seront mis à mort. 
Malko Linge est envoyé en urgence en Somalie afin de négocier la libération des otages, et si possible, de localiser leur lieu de détention et de les libérer. Dès son arrivée sur le territoire somalien, Malko est suivi jour et nuit par Moussa, chargé de rapporter tous ses faits et gestes au NSS (National Security Service (Somalia) (en)), les services secrets locaux. Malko rencontre le chef de l'agence locale de la CIA, Irving Nelson, puis fait la connaissance de Fuschia, une jolie noire. Celle-ci est complice d'une tentative du NSS pour assassiner Malko. Ce dernier parvient à éviter la mort et va se servir de la jeune femme pour tenter de retrouver les otages. Il va aussi être aidé dans son action par Abdi, un vieux Noir qui, en musulman pratiquant, déteste le pouvoir communiste et athée de Syad Barré. Grâce à une indiscrétion, Malko suppose que les otages ont été envoyés dans la petite ville côtière de Brava, à 250 km de Mogadiscio. Avec l'aide involontaire d'un photographe est-allemand (Helmut Lambrecht), Malko (sous couverture de diplomate), Moussa, Abdi (engagé comme chauffeur) et Fuschia (prise de force) se rendent à Brava. 
Le plan de Malko se met à déraper sérieusement lorsque Abdi égorge d'abord Helmut Lambrecht, puis Moussa. En fin de compte, Malko découvrira le but de l'enlèvement des otages : il s'agissait d'éloigner les Américains de la Somalie, le temps de permettre aux Soviétiques et aux Cubains d'envahir la république de Djibouti nouvellement indépendante.